# Igor Feld
Igor Emelievich Feld, né le 21 février 1941 à Leningrad, en URSS et mort le 15 février 2007 est un athlète soviétique spécialiste du saut à la perche.

## Biographie
Champion d'Europe en salle en 1967, il a notamment participé aux Jeux olympiques de Tokyo en 1964 où il a terminé 9e.

### Palmarès
| Date | Compétition             | Lieu   | Résultat | Performance |
| ---- | ----------------------- | ------ | -------- | ----------- |
| 1967 | Jeux européens en salle | Prague | 1er      | 5,00 m      |

### Records
| Épreuve          | Performance | Lieu   | Date |
| ---------------- | ----------- | ------ | ---- |
| Saut à la perche | 5,15 m      | Moscou | 1967 |